# Einmal Bauernhof und zurück
Einmal Bauernhof und zurück ist eine deutsche Fernsehkomödie aus dem Jahr 2014 mit Alwara Höfels und Sophie Schütt in den Hauptrollen. Der Film trug auch den Titel Schwestern.

## Handlung
Nach dem Tod ihrer Eltern versucht die Milchbäuerin Klara, den familiären Hof in dem kleinen Eifelort Mückenweiler alleine zu führen. Doch die Finanzen laufen schlecht, und sie wird den Hof verkaufen müssen. Um das zu verhindern, nimmt sie nach langer Zeit Kontakt mit ihrer Schwester Mika auf, die als erfolgreiche Galeristin in Düsseldorf lebt.
Mika, der das Landleben nie gefallen hatte, sieht eine Chance, ihre Schwester in die Großstadt zu locken und lädt sie zu sich ein, was sie aber sogleich bereut, da Mika der Meinung ist, Klara könne sich als „Landei“ in der Stadt nicht angemessen benehmen. Auch Klara ist unsicher, ob sie sich in der versnobten Welt ihrer Schwester einfügen kann. Dennoch macht sie sich mit ihrem Golden Retriever auf den Weg nach Düsseldorf. Als Begrüßungsgeschenk bringt sie jede Menge Wurst und frisches Gemüse aus ihrer Landwirtschaft mit, was Mika mit der Frage kommentiert, ob sie glaube, dass es hier keine Geschäfte gebe. Im Grunde mag Mika ihre Schwester und würde ihr schon gern helfen. Geld für den Hof hätte sie aber auch nicht über. Stattdessen möchte sie Klara zu einem beruflichen Neustart verhelfen und vermittelt sie an einen Coach, der Klara für die Großstadt fit machen soll. Bei ihrem ersten Treffen zeigt sich der Mann davon beeindruckt, was Klara in der Vergangenheit allein geleistet hat. Er ermuntert sie eine Geschäftsidee und eine Produktnische zu finden, die sie auf ihrem Hof dann erfolgreich betreiben könnte.
Mikas Familie empfindet Klaras Anwesenheit als erfrischend. Insbesondere Sohn Moritz findet es toll einen Hund im Haus zu haben und jemanden, der direkt mal Zeit für ihn hat. Tochter Lola ist anfangs noch zurückhaltend.
Bei ihrem ersten Rundgang in der Stadt lernt Klara Hauke kennen, den Betreiber eines Gemüseladens. Hier zwischen dem Obst und Gemüse fühlt sich Klara ein wenig wie zu Hause. Hauke freundet sich auch schnell mit Klara an und hilft ihr sogar bei einem kleinen Nebenjob, den sie für ihre Schwester angenommen hat. Ihre Stimmung trübt sich jäh, als sich ein Kaufinteressent für den Hof meldet. Überraschenderweise ist Mika bereit mit in die Eifel zu kommen, um den Hof ein wenig herauszuputzen, damit sich die Verkaufschancen erhöhen. Lola ist im Gegensatz zu ihrem Bruder wenig begeistert sich mit Hofarbeit die Finger schmutzig zu machen. Klara nimmt ihr das aber nicht weiter übel, denn woher soll ein Stadtkind ein Gespür für die Natur haben? Mika, die eigentlich den Hof so schnell wie möglich zum Verkauf bringen möchte, ist unerwartet von alten Erinnerungen berührt. Nachdem der Kaufinteressent den Hof besichtigt hat, fahren Mika, Klara und die Kinder wieder zurück nach Düsseldorf. Dort findet Klara überraschend die Idee zur Rettung ihres Betriebes: So will sie auf die Produktion von „Essbaren Blüten“ umstellen und mit Haukes Hilfe hätte sie auch gleich die erste Absatzmöglichkeit. Erneut trübt sich ihre Stimmung, als sie mit Mika in Streit gerät. Beide erkennen, dass sich ihre „Welten“ zu weit voneinander entfernt haben. Klara packt ihre Sachen und kehrt zu ihrem Hof zurück. Hier beginnt sie umgehend ihre neue Geschäftsidee in die Tat umzusetzen. Sie verkauft die Milchkühe an eine befreundete Bäuerin und bestellt das Land neu. Zu ihrer großen Überraschung bekommt sie nach einigen Wochen Besuch von Hauke, der ihre überstürzte Abreise nicht verstanden hatte. Nun möchte er ihr klarmachen, doch endlich ihr Einzelkämpferdasein zu beenden. Während sie das einsieht, kommt auch ihre Schwester zu der Erkenntnis, sich und ihrer Familie ein wenig mehr Freiraum zu gönnen. So beginnt sie wieder selbst zu malen und nicht nur die Bilder anderer auszustellen. Klaras bunte Felder bieten ihr dafür das beste Motiv.

## Hintergrund
Der Film wurde von der RheinFilm TV- und Medienproduktionsgesellschaft GmbH produziert und hatte seine Erstausstrahlung am 21. März 2014 im Ersten. Gedreht wurde vom 11. September bis zum 12. Dezember 2012 in der Eifel, Köln und Düsseldorf.

## Kritiken
Tilmann P. Gangloff wertete für Tittelbach.tv: „Im Grunde trägt der Film den falschen Titel, eigentlich müsste er ‚Einmal Großstadt und zurück‘ heißen.“ „Genüsslich weidet sich die Geschichte an den Gegensätzen zwischen den Schwestern, die beide überzeugt sind, die andere habe keine Ahnung vom Leben: hier die zupackende Klara, deren Bodenständigkeit Höfels schon allein durch ihren Gang vermittelt, dort die mondäne und stets wie aus dem Ei gepellte Mika, die sich zur Entspannung einen Kimono anzieht und versonnen mit dem Rechen Kreise in ihrem Zen-Garten zieht.“ „Der Film entwickelt sich […] gern immer wieder anders und zieht reichlich Klischees ins Feld, überzeugt aber durch die flotte Mixtur der Gegensätzlichkeiten. Ein Klasse-Cast, starkes Kostümbild und auch die Musik stimmt.“
Die Kritiker der Fernsehzeitschrift TV Spielfilm fanden keine lobenden Worte und meinten: „Die Lebenslektionen, die der Freitagsfilm anbietet, sind so platt wie der Akzent eines New Yorker Endzeitmalers gespielt von Kai Maertens.“